# Шульженко Клавдія Никифорівна
Клавдія Никифорівна Шульженко (20 січня 1930 — ?) — українська радянська діячка, новатор виробництва, ткаля Луганського тонкосуконного комбінату. Депутат Верховної Ради УРСР 5-го скликання.

## Біографія
Закінчила школу. Із 1950-х років — ткаля Луганського тонкосуконного комбінату Луганської області. Новатор виробництва.
Потім — на пенсії у місті Луганську Луганської області.

## Нагороди
- орден Леніна